# District de Wiesbaden
1867–1968
Entités précédentes :
- Duché de Nassau
 Ville libre de Francfort
 Électorat de Hesse
 Grand-duché de Hesse

Entités suivantes :
- District de Darmstadt

Le district de Wiesbaden (en allemand : Regierungsbezirk Wiesbaden) est un ancien district (1867-1968) de la province de Hesse-Nassau puis de la Hesse.

## Histoire
Le district de Wiesbaden est créé par un décret prussien de 22 mars 1867 à partir de l'ancien duché de Nassau, la ville libre de Francfort, le bailliage d'Hombourg (de), l'arrondissement de Biedenkopf (de), la partie nord-ouest de l'arrondissement de Giessen (Bieber, Fellingshausen, Frankenbach, Haina, Hermannstein, Königsberg, Krumbach, Naunheim, Rodheim, Waldgirmes), le district local de Rödelheim et la partie de Niederursel appartenant au grand-duché de Hesse. Après la guerre austro-prussienne, la Prusse annexe le duché de Nassau, l'électorat de Hesse et la ville libre de Francfort ainsi qu'une partie du grand-duché de Hesse pour former la province de Hesse-Nassau. Immédiatement après la guerre, Robert von Patow est nommé le 11 août 1866, gouverneur civil de Nassau et de Francfort, ainsi que de la Haute-Hesse. Le premier président de district, Gustav von Diest, prend ses fonctions le 2 mars 1867. Auparavant, il était depuis 1858 administrateur de l'arrondissement de Wetzlar et depuis le 31 juillet 1866 commissaire civil de Nassau. L'administration du district devient complètement opérationnelle le 1er octobre 1867. 
Le district maintient initialement l'ancienne division en bailliage du Nassau et les fonctionnaires locaux qui y sont employés. Dans le même temps, les arrondissements suivants sont créés en tant qu'échelon administratif supérieur, qui comprend chacun quelques bailliages et comprend les régions de Hesse-Hombourg, de Hesse-Darmstadt et de Francfort ainsi que la ville de Wiesbaden: 
- Arrondissement du Bas-Taunus (de)
- Arrondissement du Bas-Westerwald (de)
- Arrondissement de la Basse-Lahn
- Arrondissement de Biedenkopf (de)
- Arrondissement de la Dill
- Arrondissement du Haut-Taunus
- Arrondissement du Haut-Westerwald (de)
- Arrondissement de la Haute-Lahn
- Arrondissement du Main (de)
- Arrondissement du Rheingau

En 1886, les bailliages sont dissous sur le plan administratif avec le nouveau système d'arrondissement de la province de Hesse-Nassau. Dans le même temps, les arrondissements existants sont réduits et de nouveaux arrondissements sont créés. L'administration du district elle-même est composée d'un peu plus de la moitié des fonctionnaires de régions de la Prusse. Le siège du président de district s'installe à Wiesbaden le bâtiment ministériel de Nassau au 13 Luisenstraße. À la fin du siècle, certains services s'installent dans un bâtiment de la Rheinstraße. 
Gustav von Diest est muté à Dantzig en 1869, à la suite des violents affrontements des conservateurs avec le libéral Karl Braun. Otto von Bismarck, l'un des dirigeants du Parti national-libéral au Reichstag, voulait garder Braun et donc opérer le transfert de Diest. Son successeur, le jeune Botho zu Eulenburg, âgé de 37 ans, n’est que brièvement président du district avant de s'installer, en 1872, au poste de chef de l’administration du district de Lorraine, récemment annexé par l'Empire allemand. Son successeur, Lothar von Wurmb (de), remplit le mandat le plus long d'un président de district de Wiesbaden, 18 ans et décède en 1890 dans l'exercice de ses fonctions. 
Viktor von Tepper-Laski, président de district de 1890 à 1897, se distingue par le fait qu’il influencé les élections d’État dans l'arrondissement de Biedenkopf (de) et qu’il remporte ainsi le mandat local. Quand il se plaint en 1897 que les clubs de militaires se voient attribuer de mauvaises places lors d’un défilé impérial à Bad Homburg, Guillaume II le punit en l'envoyant en Poméranie. Ses deux successeurs utilisent le siège du président de district uniquement comme station de transit pour les bureaux administratifs supérieurs. Avec Wilhelm von Meister (de) de Francfort, confident personnel de Guillaume II, pour la première fois, une personne reprend le poste, qui ne vient pas de la Prusse. Meister démissionne de son poste en 1919 à cause du putsch d'Hans Adam Dorten (de). 
Dans les années qui suivent la guerre, le travail administratif est considérablement entravé par l'occupation alliée de la Rhénanie avec les têtes de pont de Mayence et de Coblence, par les mouvements séparatistes et par la Ruhr . 
Ce n’est qu'avec Fritz Ehrler qu'un nouveau travail de gestion est entrepris, en particulier avec la réorganisation des arrondissements et des villes indépendantes de 1926 à 1928. Le 1er août 1932, l'arrondissement de Wetzlar appartenant au district de Coblence, est incorporé au district. Le 1er juillet 1944, les arrondissements de Gelnhausen (de), Hanau (de) et Schlüchtern du district de Cassel sont transférés au district de Wiesbaden, afin de préparer le projet de division de l'empire dans des "Gau", qui n'est jamais mis en œuvre en raison de l'évolution rapide de la guerre. Jusqu'à la réforme territoriale de la Hesse en 1974, ces structures sont restées inchangées et sont encore largement préservées aujourd'hui. 
Après la fin de la Seconde Guerre mondiale, la partie occidentale du district de Wiesbaden, avec ses quatre arrondissements, Haut-Westerwald (de), Saint-Goarshausen, Basse-Lahn et Bas-Westerwald (de), est placée sous occupation française. Ils sont intégrés en 1946 en tant que district de Montabaur dans le nouveau Land de Rhénanie-Palatinat. 
La partie principale du district de Wiesbaden est passée sous administration américaine et devient ainsi une composante du land de Hesse. Il comprend les villes de Francfort-sur-le-Main, Hanau et Wiesbaden, ainsi que les arrondissements de Biedenkopf (de), Dill, Gelnhausen (de), Hanau (de), Limbourg (de), Main-Taunus, Haute-Lahn, Haut-Taunus, Rheingau, Schlüchtern, Bas-Taunus (de), Usingen et Wetzlar. 
L'administration américaine d'occupation reprend le contrôle des anciens districts et nomme Hans Bredow (de) président de district le 1er mai 1945. L'ancien bâtiment du président de district devient le siège du commandement de l'armée de l'air américaine en Europe jusqu'en 1953, de sorte que l'administration présidentielle est installée dans trois anciens hôtels de la Taunusstraße. Peu à peu, elle s'est étendue jusqu'à quatorze, dispersés dans des bureaux du centre-ville de Wiesbaden. Au 1er juillet 1964 commence la construction d'un nouveau bâtiment gouvernemental pour l'administration du conseil régional, en face de la gare principale de Wiesbaden, dans laquelle réside aujourd'hui le ministère de l'Intérieur et du Sport de Hesse. 
Le 6 mai 1968, le district de Wiesbaden est dissous et son territoire est attribué au district de Darmstadt. 
En ce qui concerne la réforme du district, qui est réalisée essentiellement en Hesse entre 1972 et 1977, dans la région de Hesse centrale, en partie jusqu’en 1979, les arrondissements sont regroupés dans des plus grandes structures administratives et la ville d'Hanau est intégrée dans l'arrondissement de Main-Kinzig. Depuis l'achèvement de la réforme des arrondissements de Hesse en 1979 et après la création du nouveau district de Giessen en 1981, le territoire de l'ancien district de Wiesbaden se trouve désormais dans les deux districts de Darmstadt et de Giessen.

## Divisions administratives
- Composition du district:
- Arrondissement du Bas-Taunus (de)
- Arrondissement du Bas-Westerwald (de)
- Arrondissement de la Basse-Lahn
- Arrondissement de Biedenkopf (de)
- Arrondissement de la Dill
- Arrondissement de Francfort (de) (1886-1910)
- Arrondissement du Haut-Taunus
- Arrondissement du Haut-Westerwald (de)
- Arrondissement de la Haute-Lahn
- Arrondissement d'Höchst (1886-1928, divisé entre l'arrondissement de Main-Taunus et la ville de Francfort-sur-le-Main)
- Arrondissement de Limbourg (de) (à partir de 1886)
- Arrondissement du Main (de) (jusqu'en 1886, divisé entre les arrondissements de Wiesbaden et d'Höchst)
- Arrondissement de Main-Taunus (à partir de 1928)
- Arrondissement du Rheingau
- Arrondissement de Saint-Goarshausen (à partir de 1886)
- Arrondissement d'Usingen (à partir de 1886)
- Arrondissement de Westerburg (de) (1886-1932)
- Arrondissement de Wetzlar (à partir de 1932)
- Arrondissement de Wiesbaden (1886-1928, divisé entre l'arrondissement de Main-Taunus et la ville de Wiesbaden)

## Présidents du district
- 1867-1869 Gustav von Diest
- 1869-1872 Botho zu Eulenburg
- 1872-1890 Lothar von Wurmb (de)
- 1890-1897 Viktor von Tepper-Laski
- 1898-1902 Richard von Wentzel
- 1902-1905 Wilhelm Hengstenberg
- 1905-1919 Wilhelm von Meister (de)
- 1919-1922 Wilhelm Momm
- 1923-1925 Konrad Haenisch (SPD)
- 1925-1933 Fritz Ehrler (de) (SPD)
- 1933-1936 Werner Zschintzsch (de) (NSDAP)

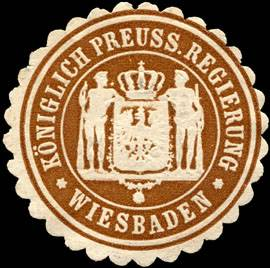
Sceau du district de Wiesbaden.

- 1936-1943 Friedrich Pfeffer von Salomon (de) (NSDAP)
- 1943-1945 Otto Schwebel (de) (NSDAP)
- 1945 (1er mai-3 août) Hans Bredow (de)
- 1945-1948 Martin Nischalke (de)
- 1948-1956 Heinrich Noelle (de)
- 1959-1963 Walter Schubert (de)
- 1963-1968 Karl Wittrock (de)